# イェラチッチ広場

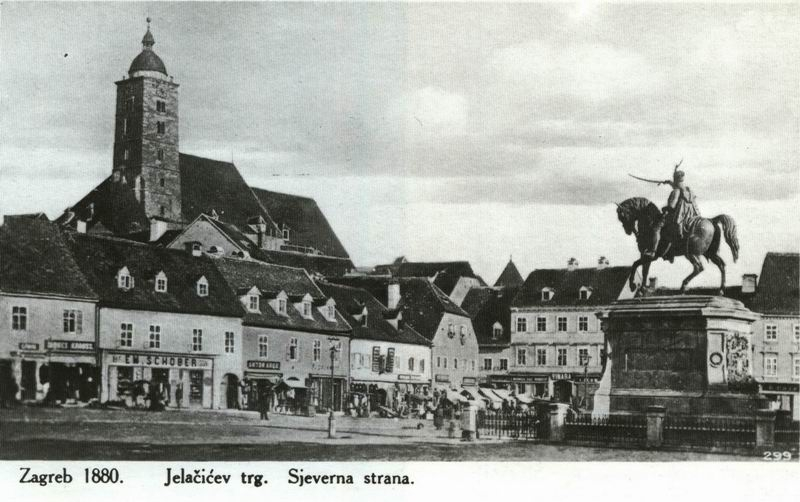
往時のイェラチッチ広場（1880年）

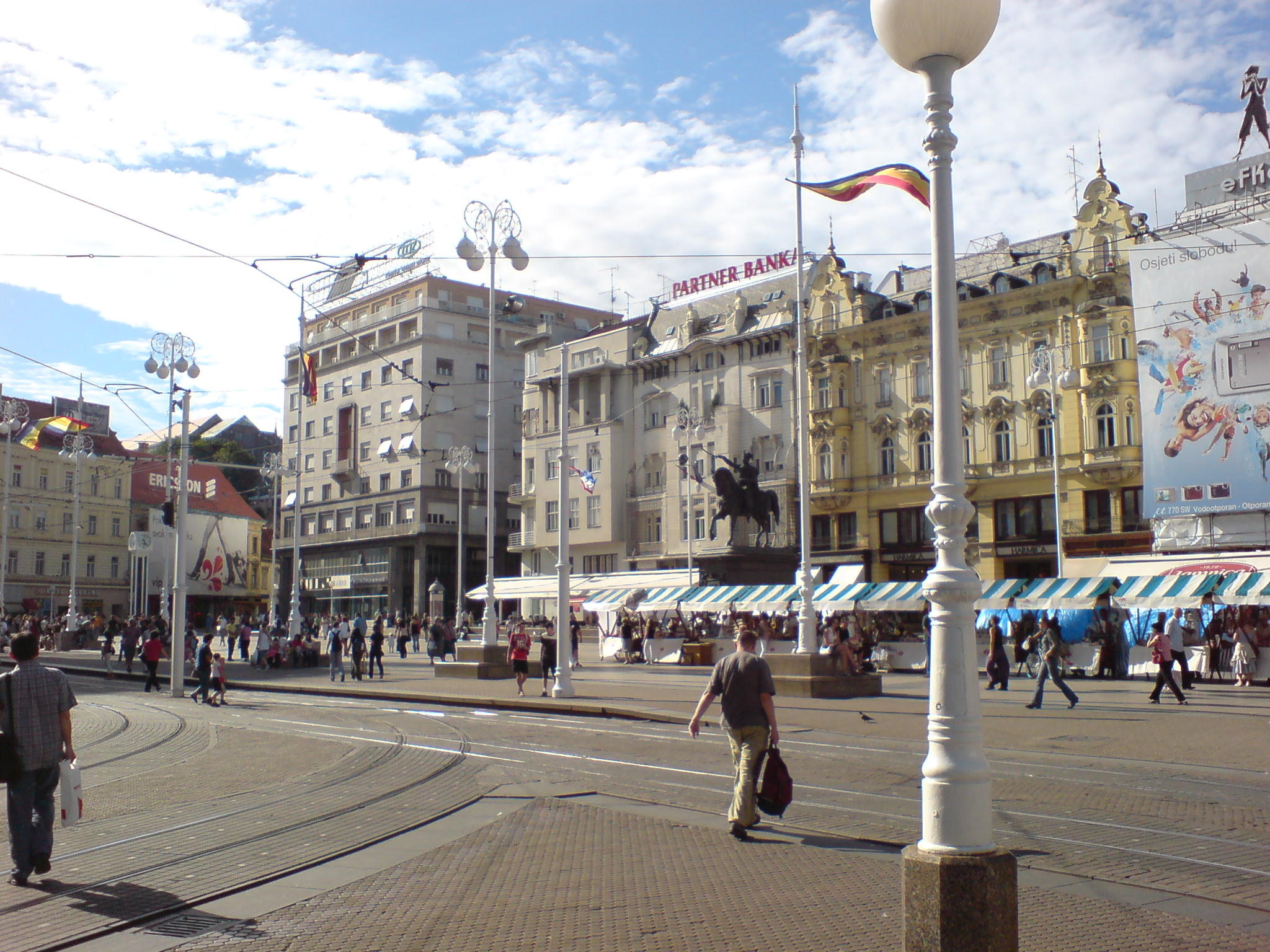
現在のイェラチッチ広場（2007年）

イェラチッチ広場（イェラチッチひろば、クロアチア語: Trg bana Josipa Jelačića、英語: Ban Jelačić Square）はクロアチアの首都・ザグレブにある町の中心的な広場である。ザグレブ中央駅前から広がる新市街と、旧市街の東側・カプトル地区の間にあり、古くから人々の物の交換が行われてきたところで、名称はこの広場に騎馬像のあるイェラチッチ総督（1801 - 1859）にちなんで付けられて、イェラチッチ総督広場とも呼ばれている。
この広場は17世紀ごろから「調和広場」としてあり、1886年にイェラチッチ総督の騎馬像が設置されたころからイェラチッチ総督広場として知られたが、旧ユーゴスラビア時代の1947年に騎馬像は取り払われて、「共和国広場」と名称も変わった。1991年のクロアチアの独立と共に騎馬像も広場へ戻されて、名称もイェラチッチ広場と回復した。